# Nothing Gold Can Stay (poema)
"Nothing Gold Can Stay" (literalmente Nada que é dourado fica) é um dos poemas mais famosos de Robert Frost. Escrito em 1923, este poema foi publicado na The Yale Review em outubro daquele ano. Foi publicado posteriormente numa coleção chamada "New Hampshire" (1923), que apresentava outros poemas notáveis de Frost, como Two Look at Two e Stopping by Woods on a Snowy Evening. Com somente oito linhas, o poema é ainda considerado um dos melhores de Frost.
"Nothing Gold Can Stay" também é retratado no romance de 1967 The Outsiders de Susan E. Hinton e sua adaptação para o cinema em 1983. O título "Nothing Gold Can Stay" foi dado ao nome do álbum da banda punk New Found Glory, lançado em 1999.

## Poema
| Nature's first green is gold Her hardest hue to hold. Her early leaf's a flower; But only so an hour. Then leaf subsides to leaf. So Eden sank to grief, So dawn goes down to day. Nothing gold can stay. | O primeiro verde da natureza é dourado, Para ela, o tom mais difícil de fixar. Sua primeira folha é uma flor, Mas só durante uma hora. Depois folha se rende a folha. Assim o Paraíso afundou na dor, Assim a aurora se transforma em dia. Nada que é dourado fica. |

## Significado
O poema significa que qualquer coisa que é genuína irá eventualmente desaparecer, e que tudo que tem uma beleza verdadeira precisa eventualmente desaparecer. É também uma maneira diferente, mais profunda de mostrar a mudança das estações.